# Haitianos
Haitianos (Francês: haïtiens, crioulo haitiano: ayisyen) são os habitantes e cidadãos do Haiti. Um haitiano pode ser também uma pessoa nascida no exterior para um pai haitiano ou estrangeiro vivendo no Haiti, que adquiriu a cidadania haitiana.

## Definição
De acordo com a Constituição do Haiti, um cidadão haitiano é:
Qualquer pessoa, independentemente de onde eles nascem, é considerado haitiano se tiver a mãe ou o pai como cidadão nativo de Haiti. (A pessoa nascida no Haiti não recebe automaticamente a cidadania).
Os estrangeiros residentes no Haiti, que teve um período contínuo de residência do Haiti por cinco anos pode aplicar para a cidadania e terá o direito de votar, mas não é elegível para ocupar cargos públicos até cinco anos após a data da sua naturalização, excluindo os escritórios reservados para os haitianos nativos pela lei Constitucional.

### Dupla cidadania
A Constituição haitiana de 2012 re-legaliza a dupla cidadania, permitindo que para os haitianos que vivem no exterior a própria terra e concorrer a um cargo político haitiano (exceto para cargos de presidente, primeiro ministro, senador ou membro da câmara baixa do Parlamento).

## Grupos étnicos
O Haiti é um país de maioria negra, no entanto muitos povos de diferentes origens étnicas e nacionais se instalaram e tiveram grande influência na história de mais de 200 anos do país, como poloneses (legião polonesa), judeus (que chegaram com a legião polaca e durante o Holocausto), árabes (da diáspora árabe), chineses, índios, espanhóis, alemães (século 18 e na Primeira Guerra Mundial), italianos, e franceses; muitos se casaram com a maioria da população negra, produzindo mulatos (muitos dos quais são proeminentes na sociedade haitiana).

## Cultura

### Idioma nacional
As línguas oficiais do Haiti são francês e crioulo haitiano.
Tradicionalmente, as duas línguas tem servido diferentes funções, com o crioulo haitiano a linguagem informal cotidiano de todas as pessoas, independentemente da classe social e do francês a língua de situações formais: escolas, jornais, a lei e os tribunais, e documentos oficiais e decretos. No entanto, porque a grande maioria dos haitianos falam apenas Creole, tem havido esforços nos últimos anos para expandir seus usos. Em 1979, foi aprovada uma lei que permitiu o Creole ser a língua de ensino, e a Constituição de 1983 deu ao Creole o estatuto de uma língua nacional. No entanto, foi somente em 1987 que a Constituição concedeu o estatuto oficial de crioulo.

### Arte
A arte haitiana, conhecido por suas cores vibrantes e um design expressivo, é uma tradição complexa, refletindo fortes raízes africanas com influências estéticas e religiosas americanas e europeias. É uma representação muito importante da cultura haitiana e história. A arte haitiana é distintiva, particularmente na pintura e escultura,onde as cores brilhantes, perspectiva ingênua e humor dissimulado a caracterizam. Temas freqüentes na arte haitiana incluem alimentos , paisagens exuberantes, as atividades do mercado, animais da selva, rituais, danças e deuses. Artistas freqüentemente pintam fábulas.

### Música e Dança
A música do Haiti combina uma vasta gama de influências extraídas das muitas pessoas que se instalaram nesta ilha do Caribe. Ela reflete a influência francesa, ritmos africanos, elementos espanhóis e outros que habitavam a ilha de Hispaniola e e as menoras influências com nativos tainos. Estilos de música exclusivos da nação do Haiti incluem músicas derivadas das tradições cerimonais vodus, músicas de desfile, baladas Twoubadou, Mini-jazz, bandas de rock,movimento Rasin, Hip hop Kreyòl, merengue. Os jovens participam de festas discotecas, (pronuncia-se "deece-ko")e também do Bal. Este termo é a palavra francesa para a esfera, como em uma dança formal.
Compas, abreviação de compas diretos, é um complexo musical e em constante mudança  que surgiu a partir de ritmos africanos e dança de salão Europeia, misturado com a cultura burguesa do Haiti. É uma música refinada, tendo o merengue como o seu ritmo básico. Em crioulo, é grafada como direk konpa ou simplesmente konpa. É comumente escrito como é pronunciado como kompa.
Até 1937, o Haiti teve nenhuma música gravada, até que o Jazz Guignard foi gravado não comercialmente. Um dos mais populares artistas haitianos hoje, é Wyclef Jean. Wyclef Jean, no entanto, deixou o país antes de sua adolescência. Sua música é um pouco de hip-hop misturado com música do mundo.

### Culinária
A culinária haitiana se origina de vários estilos culinários dos vários grupos étnicos históricos que povoaram a parte ocidental da ilha de Hispaniola. A culinária haitiana é semelhante ao resto das Caríbas (os franceses e os países das Antilhas de língua espanhola), no entanto, difere em várias formas, desde os seus homólogos regionais. Enquanto a cozinha é despretensioso e simples, os sabores estão em negrito e picante que demonstram uma influência primária e estética da culinária Africano, emparelhado com uma sofisticação muito francesa.

### Religião
Haiti é semelhante ao resto da América Latina, em que é predominantemente cristã país, com 80 % da populção se denominando Católica Romana e cerca de 16% professam o protestantismo. Uma pequena população de muçulmanos e hindus existem no país, principalmente na capital de Port-au-Prince.
O Vodu, abrangendo várias tradições diferentes, é composto por uma mistura (Central e Ocidental Africano, Europeu e Taíno) e também é amplamente praticado, apesar do estigma negativo que ele carrega dentro e fora do país. O número exato de praticantes do Vodu é desconhecido; No entanto, acredita-se que uma pequena quantidade da população pratica, muitas vezes juntamente com a sua fé cristão. Alguns cristãos seculares também são conhecidos por participar de alguns rituais, embora indiretamente.